# 1623年專利法規
《專利法規》（英語：Statute of Monopolies）是1624年5月29日英格蘭國會通過的一项法令，是英国歷史上第一部专利法，也是现代专利法之始。該法禁止壟斷，並且未經專利權人允許， 任何人不得生產、製造、銷售類似產品。